# Winefelly
Winefelly (Winnefelly), jedna od skupina Kalapooian Indijanaca koji su živjeli duž rijeka Mohawk, McKenzie i Coast Fork Willamette, pritokama Willamette u Oregonu. Ovaj teritorij graničio je na sjeveru s plemenima Chafan i Mohawk; na jugu s Yoncalla; na zapadu s Chelamela. Govorili su central kalapuya jezikom, dijalektom winefelly-mohawk. Ugovorom Dayton Treaty iz 1855. obuhvaćeni su s plemenima Mohawk River, Chafan, Santiam, Mary's River i Ahantchuyuk po kojem moraju napustit svoju zemlju i otići na rezervat Grand Ronde.